# Blessey
Blessey era una comuna francesa, que estaba situada en el departamento de Côte-d'Or, de la región de Borgoña-Franco Condado, que el 1 de enero de 2009 pasó a ser una comuna asociada de la comuna de Source-Seine al fusionarse con la comuna de Saint-Germain-Source-Seine.

## Demografía
| Gráfica de evolución demográfica de Blessey entre 1800 y 2006 |
|                                                               |

Los datos demográficos contemplados en este gráfico de la comuna de Blessey se han cogido de 1800 a 2006 de la página francesa EHESS/Cassini.